# Uitdrukking (programmeren)
In programmeertalen is een uitdrukking of expressie een combinatie van waarden, variabelen, operatoren en functies die geïnterpreteerd (geëvalueerd) worden volgens bepaalde regels (zoals de operator prioriteit) en vervolgens uitgerekend om een bepaalde waarde op te leveren. Men zegt dat de expressie evalueert naar die waarde. Net zoals in de wiskunde is (of heeft) de expressie de geëvalueerde waarde. De uitkomst in de informatica komt bij een elementaire expressie vaak overeen met het resultaat van afronding van het wiskundige resultaat.
- De bewerkingsvolgorde, die per taal verschilt.
- Mogelijkheid van neveneffecten. De referentiële transparantie kan hierdoor verloren gaan, waardoor bepaalde optimalisaties niet mogelijk zijn.
- Impliciete typepromotie is in vele gevallen noodzakelijk, bijvoorbeeld als een integer wordt opgeteld bij een float.

## Voorbeelden van expressies
Rekenkundige expressies3 * 5, 2 * (x - 1),  y = sin(x)
Logische expressies (propositielogica)A and B, A or B, not A
Logische expressies (predicatenlogica)mens(Anton), vliegtuig(X)